# Skrzynki (gmina Kórnik)
Skrzynki – wieś w Polsce, położona w województwie wielkopolskim, w powiecie poznańskim, w gminie Kórnik, na wschodnich brzegach jezior: Skrzyneckie Duże i Skrzyneckie Małe, przy drodze ekspresowej S11 i drodze wojewódzkiej nr 434, 2,5 km na północny zachód od Kórnika.
| SIMC    | Nazwa       | Rodzaj    |
| ------- | ----------- | --------- |
| 0586709 | Biały Domek | część wsi |
| 0586715 | Domki       | część wsi |
| 0586721 | Folwark     | część wsi |
| 0586744 | Pole        | część wsi |

W latach 1975–1998 wieś należała administracyjnie do województwa poznańskiego.
Pierwszy raz w dokumentach o wsi wspomnano w końcu XIII wieku, wtedy Szczodrzyk (kanonik poznański) oraz synowie Jaracza w zamian za Orkowo objęli w posiadanie Skrzynki i obecnie nieistniejącą osadę Borek. Pod koniec XIV wieku właścicielami majątku byli Skrzyneccy. Od 1576 roku należały do majątku kórnickiego. W 1893 roku we wsi mieszkały 122 osoby. 
Obszar Skrzynek zajmują głównie lasy (53%) oraz pola uprawne (28%). Znajduje się tutaj kompleks ogródków działkowych i działek letniskowych.